# بولشه‌شوکشانوو
بولشه‌شوکشانوو (انگلیسی: Bolsheshukshanovo) یک شهرک در شهرستان بورایفسکی باشقیرستان کشور روسیه است.